# 馬溥然
馬溥然（1463年—16世紀），字思濟，四川成都府内江縣人，明朝政治人物。

## 生平
馬溥然是弘治八年（1495年）乙卯科四川鄉試第四十三名舉人，十二年（1499年）己未科會試第二百五十一名，三甲一百三十六名進士，獲授富陽知縣，遇上饑荒，他懲治趁機劫掠的強盜，人民也被震懾不敢犯法，轉為長垣知縣有惠政，到正德三年（1508年）陞任南京湖廣道監察御史。

## 家族
曾祖馬衡；祖馬惟瓒；父馬仁。母黄氏。具庆下。兄馬自然（右參政）。弟馬炳然（監察御史）、馬英然、馬陶然（纪善）。

## 引用
1. 1 2  光緒《內江縣志·卷六·人文志》：馬溥然 字思濟，中洪治乙卯舉人，己未進士，為長垣令，歷御史，善政載《大名府志》。
2. ↑  光緒《富陽縣志·卷十七·名宦志》：馬溥然，內江人，乙【己】未進士，宏治十五年任知縣，值歲饑，懲劫掠遏強梁，民畏之不敢犯法。 新採
3. ↑  《明武宗毅皇帝實錄·卷四十》：（正德三年七月）己亥……知縣劉經、朱儼、曹岐、薛鳳鳴、王綸、賀銳、雷宗、平世用、楊鳳、馬溥然……俱為試監察御史……溥然南京湖廣道……
4. ↑  龚延明主编. . 宁波: 宁波出版社. 2016. ISBN 978-7-5526-2320-8. 《天一閣藏明代科舉錄選刊.登科錄》之《弘治十二年己未科進士登科錄》